# Helena Dąbrowska
Helena Dąbrowska (26 de junio de 1923 – 31 de mayo de 2003) fue una actriz polaca. Apareció en más de veinte películas y programas de televisión entre 1954 y 1981.

## Filmografía
| Año  | Título                        | Papel                       | Notas                        |
| ---- | ----------------------------- | --------------------------- | ---------------------------- |
| 1954 | Trudna milosc                 |                             |                              |
| 1957 | Trzy kobiety                  |                             |                              |
| 1957 | The Real End of the Great War |                             |                              |
| 1959 | Pociąg                        | Controladora de tren        |                              |
| 1960 | Mala suerte                   | Wychówna                    |                              |
| 1961 | Husband of His Wife           | Vecina                      | Sin acreditar                |
| 1962 | Glos z tamtego swiata         | Florista                    |                              |
| 1963 | Black Wings                   | Knote                       |                              |
| 1964 | Rozwodów nie bedzie           | Florista                    | Episodio 1                   |
| 1964 | Ubranie prawie nowe           |                             |                              |
| 1964 | Spotkanie ze szpiegiem        | Agente                      |                              |
| 1964 | Przerwany lot                 | Madre                       |                              |
| 1964 | Pięciu                        | Helga                       |                              |
| 1965 | Three Steps on Earth          | Arrendataria                | Segmento: "Rozwód po Polsku" |
| 1968 | Dancing w kwaterze Hitlera    |                             |                              |
| 1970 | Maly                          | Grocholska                  | Sin acreditar                |
| 1972 | Szklana kula                  | Madre de Aga                |                              |
| 1980 | Urodziny mlodego warszawiaka  | Mujer en el Moonshine Kiosk |                              |